# John D. MacDonald
John Dann MacDonald (24. července 1916, Sharon, Pensylvánie – 28. prosince 1986, Milwaukee, Wisconsin) byl americký spisovatel detektivní prózy, dobrodružných příběhů, westernů, thrillerů a science fiction. Jeho příběhy měly často dějiště na Floridě, kde žil. Zápletky také nezřídka obsahují ekonomické náležitosti, neboť autor má titul MBA z Harvardu v oboru ekonomie. Mezi autorova populární díla patří 21-dílná série s havarijním poradcem a detektivem amatérem Travisem McGee přebývajícím na hausbótu ve Fort Lauderdale.
John D. MacDonald byl velmi plodný spisovatel, jeho romány byly překládány do řady jazyků a některé z nich byly zfilmovány, jako např. The Executioners, na jehož námět vznikl film Mys hrůzy a stejnojmenný remake.
V roce 1980 MacDonald získal literární ocenění National Book Award v kategorii Mystery–Hardcover za román Zelený rozparovač (The Green Ripper).

## Dílo

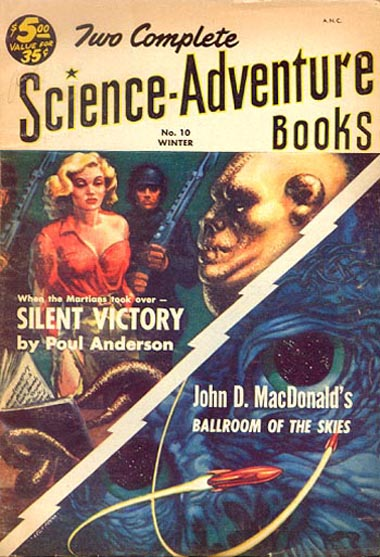
Obálka magazínu Two Complete Science-Adventure Books z roku 1953 s autorovým sci-fi románem Ballroom of the Skies z roku 1952.

### Série Travis McGee
- (1964) The Deep Blue Good-by, česky Tmavomodré sbohem (1991)
- (1964) Nightmare in Pink
- (1964) A Purple Place for Dying, česky Nachová smrt (1975)
- (1964) The Quick Red Fox
- (1965) A Deadly Shade of Gold
- (1965) Bright Orange for the Shroud
- (1966) Darker than Amber, česky Tmavší než jantar (2018)
- (1966) One Fearful Yellow Eye
- (1968) Pale Gray for Guilt
- (1968) The Girl in the Plain Brown Wrapper, česky Dívka v balicím papíru (1994)
- (1969) Dress Her in Indigo, česky Oblečte ji do indigové (1994)
- (1970) The Long Lavender Look, česky Dlouhý levandulový pohled (1995)
- (1971) A Tan and Sandy Silence
- (1973) The Scarlet Ruse, česky Tři případy a Travis McGee (1995)
- (1973) The Turquoise Lament
- (1975) The Dreadful Lemon Sky, slovensky Strašná citrónová obloha (1988), česky V citrónovém nebi (1994)
- (1978) The Empty Copper Sea, slovensky Prázdne medené more (1988)
- (1979) The Green Ripper, česky Zelený rozparovač (1995)
- (1981) Free Fall in Crimson, česky Volný pád (1995)
- (1982) Cinnamon Skin, česky Skořicová pleť (2018)
- (1985) The Lonely Silver Rain[3], česky Osamělý stříbrný déšť (1994)

### Ostatní romány
- (1950) The Brass Cupcake
- (1951) Murder for the Bride
- (1951) Judge Me Not
- (1951) Weep for Me
- (1952) The Damned
- (1953) Dead Low Tide
- (1953) The Neon Jungle, česky Neonová džungle (1997)
- (1953) Cancel All Our Vows
- (1954) All These Condemned
- (1954) Area of Suspicion
- (1954) Contrary Pleasure
- (1955) A Bullet for Cinderella (reedice jako On the Make)
- (1956) Cry Hard, Cry Fast
- (1956) April Evil
- (1956) Border Town Girl (reedice jako Five Star Fugitive)
- (1956) Murder in the Wind (reedice jako Hurricane)
- (1956) You Live Once (reedice jako You Kill Me)
- (1957) Death Trap
- (1957) The Price of Murder, česky Cena vraždy (1995)
- (1957) The Empty Trap
- (1957) A Man of Affairs
- (1957) The Executioners (reedice jako Cape Fear), česky Mys hrůzy (1994)
- (1958) The Deceivers
- (1958) Clemmie
- (1958) Soft Touch
- (1959) Deadly Welcome, česky Smrtelný pozdrav (1994)
- (1959) The Beach Girls
- (1959) Please Write for Details
- (1959) The Crossroads
- (1960) Slam the Big Door, česky Práskni dveřmi (1994)
- (1960) The Only Girl in the Game
- (1960) The End of the Night, česky Vlčí smečka (1993)
- (1961) Where is Janice Gantry?
- (1961) One Monday We Killed Them All
- (1962) A Key to the Suite
- (1962) A Flash of Green
- (1963) I Could Go On Singing
- (1963) On the Run
- (1963) The Drowner, česky Mrtvá z jezera (1995)
- (1966) The Last One Left
- (1977) Condominium, česky Uragán Ella (1983)
- (1984) One More Sunday[4]
- (1986) Barrier Island[5]

### Sbírky povídek
- (1966) End of the Tiger and Other Stories
- (1971) S*E*V*E*N
- (1982) The Good Old Stuff[6]
- (1983) Two
- (1984) More Good Old Stuff[6]
- (1987) The Annex and Other Stories

### Science fiction
- (1951) Wine of the Dreamers (reedice jako Planet of the Dreamers)
- (1952) Ballroom of the Skies
- (1962) The Girl, the Gold Watch & Everything
- (1978) Other Times, Other Worlds (sci-fi příběhy vybrané MacDonaldem a Martinem H. Greenbergem)
- (1980) Time and Tomorrow (omnibus tří autorových sci-fi románů)